# Посольство Польши в Узбекистане
Посольство Республики Польша в Ташкенте (пол. Ambasada Rzeczypospolitej Polskiej w Republice Uzbekistanu z siedzibą w Taszkencie) — польское дипломатическое представительство, расположенное в Ташкенте, Узбекистан.
В территориальную компетенцию Посольства входят Узбекистан и Таджикистан.

## Структура
- Чрезвычайный и Полномочный Посол — руководитель представительства;
- Консул;
- Политико-экономический отдел;
- Консульский отдел;
- Административно-финансовый отдел;
- Военный атташат[4].

## История
Дипломатические отношения между Польшей и Узбекистаном были установлены 19 марта 1992 года. Посольство Республики Польша в Ташкенте действует с 1995 года.

## Послы
- 1995—2001 — Богуслав Качиньский
- 2001—2005 — Зенон Кухчак
- 2005—2006 — Януш Вавжинюк (поверенный в делах)
- 2006—2007 — Мариан Орликовский (поверенный в делах)
- 2007—2010 — Јежи Станкевич (поверенный в делах)
- 2011—2015 — Мариан Пшезьдзецки[7]
- 2015—2020 — Пётр Ивашкевич
- 2020—2021 — Томаш Коллат (поверенный в делах)
- 2021—2024 — Радослав Грук[8]